# Beerella mas
Beerella mas är en spindeldjursart som beskrevs av Moraes och Flechtmann 1997. Beerella mas ingår i släktet Beerella och familjen Tetranychidae. Inga underarter finns listade.